# Douepea arabica
Douepea arabica är en korsblommig växtart som först beskrevs av Ian Charleson Hedge och Kit Tan, och fick sitt nu gällande namn av Oliver Appel och Al-shehbaz. Douepea arabica ingår i släktet Douepea och familjen korsblommiga växter. Inga underarter finns listade i Catalogue of Life.